# Richard Zimmer (général)
Pour les articles homonymes, voir Zimmer.
Richard Zimmer (21 juin 1893 à Schwäbisch Gmünd - 20 juin 1971 à Mittenwald) est un Generalleutnant allemand qui a servi au sein de la Heer dans la Wehrmacht pendant la Seconde Guerre mondiale.
Il a été décoré de la croix de chevalier de la croix de fer. Cette décoration est attribuée pour récompenser un acte d'une extrême bravoure sur le champ de bataille ou un commandement militaire avec succès.

## Biographie
Richard Zimmer s'engage comme volontaire de guerre dans l'armée wurtembergeoise après le début de la Première Guerre mondiale, le 8 août 1914.

## Décorations
- Croix de fer (1914)
  - 2e classe
  - 1re classe
- Croix d'honneur pour combattants 1914-1918
- Agrafe de la croix de fer (1939)
  - 2e classe
  - 1re classe
- Croix allemande en or (8 juin 1942)
- Croix de chevalier de la croix de fer le 16 octobre 1944 en tant que Generalleutnant et commandant de la 17. Infanterie-Division[1]